# 伊坂北
伊坂北（いさかきた）は、埼玉県久喜市の町丁。現行行政地名は伊坂北一丁目および伊坂北二丁目。住居表示未実施地区。郵便番号は349-1126。

## 地理
埼玉県北東部、久喜市北東部（栗橋地区〈旧栗橋町〉北部）に位置する。東側から南西側にかけて久喜市伊坂中央に、北西側で加須市旗井に隣接する。東日本旅客鉄道（JR東日本）宇都宮線・東武日光線の栗橋駅西口に位置し、土地区画整理事業により都市基盤整備が行われた。全域が市街化区域に指定されている。

### 地価
住宅地の地価は、2023年（令和5年）1月1日時点の公示地価によれば、伊坂北一丁目9番9外の地点で52,400円/m2となっている。

## 歴史
- 2022年（令和4年）3月19日：前日に栗橋駅西（栗橋地区）土地区画整理事業の換地処分が公告された[9]ことに伴い、施行区域で町名地番変更が行われ、伊坂・松永・栗橋中央一丁目の各一部から伊坂北一丁目・二丁目が成立（伊坂・松永・栗橋中央一丁目の各一部から伊坂北一丁目が、伊坂の一部から伊坂北二丁目がそれぞれ成立）[10][11][12]。

## 世帯数と人口
2023年（令和5年）4月1日時点の世帯数と人口は、以下のとおりである。
| 丁目         | 世帯数  | 人口    |
| ------------ | ------- | ------- |
| 伊坂北一丁目 | 224世帯 | 492人   |
| 伊坂北二丁目 | 250世帯 | 535人   |
| 計           | 474世帯 | 1,027人 |

## 小・中学校の学区
市立小・中学校に通う場合、学区（校区）は以下のとおりとなる。
| 丁目         | 区域 | 小学校             | 中学校               |
| ------------ | ---- | ------------------ | -------------------- |
| 伊坂北一丁目 | 全域 | 久喜市立栗橋小学校 | 久喜市立栗橋東中学校 |
| 伊坂北二丁目 | 全域 | 久喜市立栗橋小学校 | 久喜市立栗橋東中学校 |

## 交通

### 鉄道
地内に鉄道路線は通っていないが、東日本旅客鉄道（JR東日本）宇都宮線・東武日光線の栗橋駅が、伊坂北一丁目に近接する位置（駅の所在地は、JR東日本が栗橋北一丁目、東武鉄道が伊坂中央一丁目）にある。最寄り駅は、全域が栗橋駅であり、伊坂北一丁目9番9外の地点から約400 mの位置にある。

### 路線バス
地内に路線バスは運行されていない。

### 道路
地内に国道、主要地方道および一般県道は通っていない。
- 栗橋西停車場線
- 駅西旗井線

## 施設
伊坂北一丁目
- 栗橋駅西口第1駐輪場
- 町人新田公園

伊坂北二丁目
- 伊坂北公園